# چغوک بریزو
چغوک بریزو  یا چغوت بریزو از غذاهای محلی کرمان است. چغوک در زبان محلی به معنی گنجشگ و بریزو به معنی سرخ کرده و معنای نام این غذا، گنجشک تفت داده شده است. اما مواد اولیه این غذا از گوشت چرخ کرده و سیب زمینی است. گوجه فرنگی و چاشنی لیموترش نیز به اختیار و با در نظر گرفتن سلیقه به کار برده می‌شوند. این غذا بسیار خوش‌طعم بوده و همچون کباب کرمان بسیار خاص و منحصربه‌فرد است. 
البته در کرمان بیشتر با نان خورده می شود ولی می توان به عنوان خورشت هم از آن استفاده کرد.

## مواد مورد استفاده
- گوشت چرخ کرده
- پیاز
- سیب زمینی
- سیر
- گوجه فرنگی
- رب گوجه فرنگی
- ادویه شامل فلفل سیاه، نمک، پودر تخم گشنیز، زردچوبه و پاپریکا